# Équipe de Jamaïque de cricket
L'équipe de Jamaïque de cricket représente la Jamaïque dans les compétitions organisées par le West Indies Cricket Board dans les Caraïbes. Elle ne dispute que rarement des rencontres considérées comme internationales : ses meilleurs joueurs peuvent être sélectionnés au sein de l'équipe des Indes occidentales qui, elle, dispute des matchs internationaux.

## Histoire
En 1896, la Jamaïque dispute des matchs considérés comme first-class contre la Barbade et la Guyane britannique. Mais, alors que la Barbade, le Guyane britannique et Trinité s'affrontent régulièrement au sein du Tournoi inter-colonial qui est organisé jusqu'à la Seconde Guerre mondiale, l'isolement géographique de la Jamaïque l'empêche de disputer des rencontres représentatives avec les autres équipes. Les navires de transport de bananes arrivent des Petites Antilles, passent par la Jamaïque mais, faisant route ensuite directement vers le Royaume-Uni, ne permettent pas aux joueurs jamaïcains d'affronter les autres colonies.
En 1925, la Barbade effectue une visite en Jamaïque et y dispute quelques matchs. D'autres rares rencontres suivent. Le Shell Shield, compétition annuelle de first-class cricket entre les équipes des Indes occidentales, voit le jour en 1966. Cette création permet à la Jamaïque de disputer un tournoi de manière régulière.

## Palmarès
- Regional Four Day Competition et prédécesseurs (12)[3] : 1968-1969, 1987-1988, 1988-1989, 1991-1992, 1999-2000, 2001-2002, 2004-2005, 2007-2008,  2008-2009, 2009-2010, 2010-2011, 2011-2012.
- WICB Cup et prédécesseurs (5)[4] : 1977-1978, 1983-1984, 1985-1986, 1986-1987, 1990-1991, 1999-2000.
- Stanford 20/20 : aucun.